# Плотоядные мамаши
«Плотоядные мамаши» (англ. Flesh Eating Mothers) — американская кинокомедия ужасов, снятая в 1988 году. Критики отмечали затянутость «благопристойного» каннибальского сюжета и плохую игру актёров.

## Сюжет
Маленький американский городок охватила жуткая эпидемия. Все женщины, которые изменяли своим мужьям с Родди Дугласом, оказались заражены странным заболеванием, вызывающем у них непреодолимое желание пожирать собственных отпрысков. Тем детям, которые ещё уцелели, срочно необходимо ввести своим матерям противоядие, чтобы не стать закуской.

## В ролях
| Актёр            | Роль              |
| ---------------- | ----------------- |
| Роберт Ли Оливер | Джефф Натан       |
| Донателла Хехт   | Линда Дуглас      |
| Нил Роузен       | Ринальди Вивальдо |
| Вэлори Хаббард   | Джойс Шепард      |
| Терри Хейс       | Тимми Нолан       |
| Кэтрин Мэйфилд   | Сильвия Дуглас    |